# Султанов, Бей-Бала-бек
Бей-Бала-бек Мелик-бек оглы Султанов (10 марта 1879, Ахты — 20 марта 1918, Баку) — врач, депутат Государственной думы II созыва от Дагестанской области и Закатальского округа.

## Биография
Лезгин. Мусульманин. По происхождению бек. Род Султановых был причислен к русскому дворянству. Родился в семье врача Мелик-бека Султанова. Окончил медицинский факультет Московского университета. Специализация — внутренние болезни и венерология. Годовое жалование составляло 1333 рубля.
В 1902—1905 годах работал окружным врачом в Кюринском округе, затем в 1909—1910 годах — сельским врачом в Каякенте. В 1914—1918 годах был в Баку врачом 1-й бесплатной лечебницы при Городской Михайловской больнице.
6 февраля 1907 избран в Государственной думу II созыва от общего состава выборщиков Дагестанской области и Закатальского округа. Состоял в Мусульманской фракции. Член распорядительной и аграрной комиссий и комиссии по народному образованию. Выступал в Думе по аграрному вопросу.
Выдвигался во Всероссийское Учредительное собрание от Дагестанского национального комитета, но избран не был.

### Гибель
Доктор Султанов был убит Степаном Лалаяном 20 марта 1918 года во время антимусульманских погромов в Баку.

## Семья
Отец, Мелик-бек Султанов по происхождению бек. В 1913—1914 годах был гласным Бакинской городской думы, в 1914—1916 годах работал директором Городской Михайловской больницы в Баку. Бей-Бала-бек был женат на Умай-ханум Султановой (Умайдат Аджиевой) из кумыкского аула Аксай, у них был один ребёнок — Магомед-Мирза.

## Адреса
1912 — Баку, Воронцовская № 10 угол Губернской, дом Наджаровой.